# Lineage B.1.617
Lineage B.1.617 is een lineage van SARS-CoV-2, het virus dat COVID-19 veroorzaakt. Analyses van monsters uit Maharashtra lieten zien dat, in vergelijking met december 2020, er een toename was in de fractie van monsters die de mutaties E484Q en L452R hadden. Lineage B.1.617 heeft aan de hand van de door PANGO gehanteerde nomenclatuur drie sublineages:
- B.1.617.1 (kappavariant)
- B.1.617.2 (deltavariant)
- B.1.617.3